# Musa Kanu
Musa Kanu (né le 4 mars 1976 à Freetown au Sierra Leone) est un joueur de football international sierra-léonais, qui évolue au poste de défenseur.

## Biographie

### Carrière en sélection
Avec l'équipe de Sierra Leone, il joue entre 1994 et 2002[réf. nécessaire]. 
Il figure dans le groupe des sélectionnés lors des Coupes d'Afrique des nations de 1994 et de 1996.
Il joue également deux matchs comptant pour les tours préliminaires de la coupe du monde 1998.

## Palmarès
KSC Lokeren
- Championnat de Belgique D2 (1) :
  - Champion : 1995-96.